# Bitxok
Bitxok (en rus: Бычок) és un poble de l'óblast de Kursk, a Rússia, que en el cens del 2010 tenia 268 habitants. Pertany al districte de Kastórnoie.